# Tetiana Markus
Tetiana Josypiwna Markus (ukr. Тетяна Йосипівна Маркус; ur. 21 września 1921 w Romnym, zm. 29 stycznia 1943 w Kijowie) – ukraińska działaczka antyhitlerowskiego ruchu oporu.

## Życiorys
Pochodziła z rodziny żydowskiej. W 1920 roku przeniosła się z rodzicami do Kijowa, gdzie ukończyła 9 klas w szkole podstawowej № 44. Od 1938 roku pracowała jako sekretarka obsługi pasażerów na kolei. W lipcu 1940 roku przeniosła się do Kiszyniowa, gdzie pracowała w przedsiębiorstwie komunikacyjnym. Gdy Mołdawia w 1941 roku została zajęta przez Rumunów, wróciła do Kijowa. Brała aktywny udział w walce podziemnej uczestnicząc w wielu akcjach sabotażowych, zabijając, trując żołnierzy i oficerów niemieckich. Ukrywała się we Lwowie. Ujęta 22 sierpnia 1942 roku podczas próby przerzucenia jej do oddziału partyzanckiego. Przez 5 miesięcy była przesłuchiwana i torturowana przez gestapo. Zastrzelona 29 stycznia 1943 roku w Babim Jarze.

## Ordery i odznaczenia
- Medal „Partyzantowi Wojny Ojczyźnianej”[3]

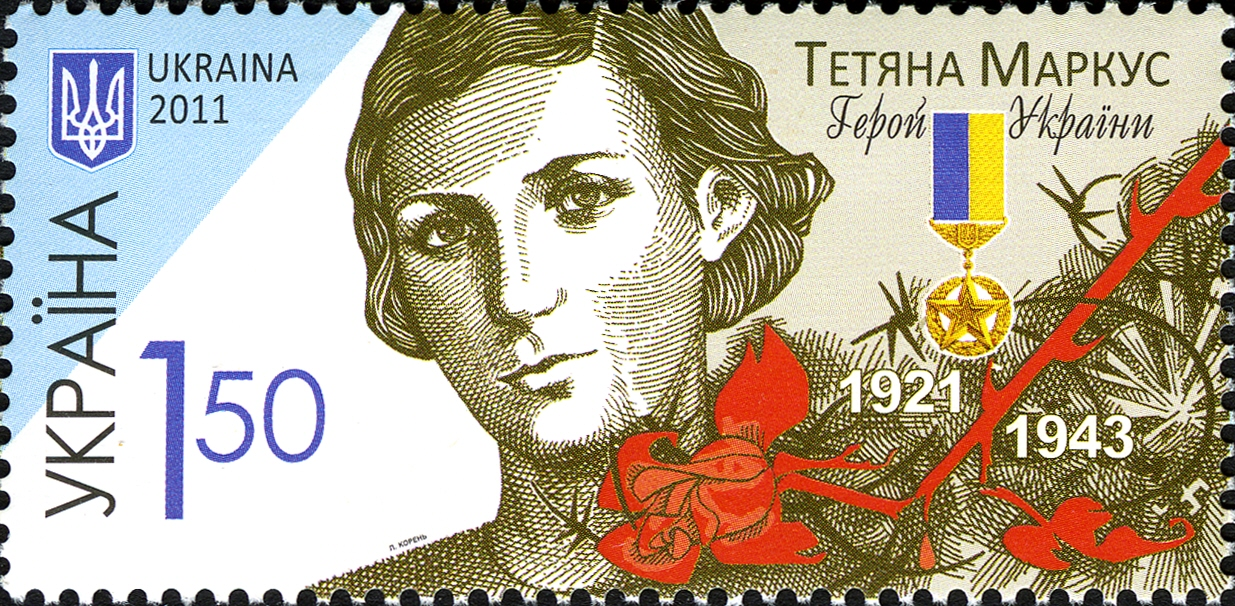
Tetiana Markus na ukraińskim znaczku pocztowym z 2011

- Medal „Za obronę Kijowa”[3]
- Tetiana Markus na ukraińskim znaczku pocztowym z 2011Bohater Ukrainy (2006)[4]

## Upamiętnienie
- 2009 w Kijowie w wąwozie Babi Jar odsłonięto pomnik Tetiany Markus[5].
- W 2011 jej wizerunek znalazł się na ukraińskim znaczku pocztowym.